# Ysaline Bonaventure
Ysaline Buenaventura (29 de agosto de 1994) es una jugadora de tenis profesional belga. Tiene como mejor ranking profesional el número 115 del Mundo alcanzado en mayo de 2019.
Bonaventure fue seleccionada para el equipo belga de Fed Cup por primera vez en 2012. Ella jugó un partido de dobles junto a Alison Van Uytvanck en los play-offs del Grupo Mundial. El equipo perdió 2-6, 4-6 contra Rika Fujiwara y Kimiko Date-Krumm de Japón.
Ganó varios títulos de la ITF en su carrera de acuerdo a su perfil en la página web de la WTA Tour.
Perdió en la primera ronda de la calificación en el Abierto de Australia de 2015.

## Títulos WTA (2; 0+2)

### Dobles (2)
| Leyenda                    |
| -------------------------- |
| Grand Slam (0)             |
| Juegos Olímpicos (0)       |
| WTA Tour Championships (0) |
| Premier Mandatory (0)      |
| Premier 5 (0)              |
| Premier (0)                |
| International (2)          |

| N.º | Fecha                 | Torneo         | Superficie    | Pareja           | Oponentes en la final             | Resultado        |
| --- | --------------------- | -------------- | ------------- | ---------------- | --------------------------------- | ---------------- |
| 1.  | 21 de febrero de 2015 | Río de Janeiro | Tierra batida | Rebecca Peterson | Irina-Camelia Begu María Irigoyen | 3-0, ret.        |
| 2.  | 12 de abril de 2015   | Katowice       | Dura (i)      | Demi Schuurs     | Gioia Barbieri Karin Knapp        | 7-5, 4-6, [10-6] |

## Títulos ITF

### Individual (7)
| Torneos de $100,000 |
| Torneos de $75,000  |
| Torneos de $50,000  |
| Torneos de $25,000  |
| Torneos de $15,000  |
| Torneos de $10,000  |

| N.º | Fecha                 | Torneo                   | Superficie | Oponentes        | Resultado   |
| --- | --------------------- | ------------------------ | ---------- | ---------------- | ----------- |
| 1.  | 11 de junio de 2012   | Meppel, Países Bajos     | Arcilla    | Julia Kimmelmann | 6-2, 6-4    |
| 2.  | 24 de julio de 2012   | Maaseik, Bélgica         | Arcilla    | Natalia Orlova   | 6-2, 6-1    |
| 3.  | 6 de mayo de 2013     | Bastad, Suecia           | Arcilla    | Ellen Allgurin   | 6-1, 6-2    |
| 4.  | 10 de junio de 2013   | Amstelveen, Países Bajos | Arcilla    | Cindy Burger     | 6-4, 6-2    |
| 5.  | 23 de junio de 2014   | Kristinehamn, Suecia     | Arcilla    | Marina Melnikova | 6-3, 6-3    |
| 6.  | 20 de julio de 2015   | Darmstadt, Alemania      | Arcilla    | Dalila Jakupović | 6–3, 7–6(4) |
| 7.  | 22 de febrero de 2016 | Altenkirchen, Alemania   | Carpet (i) | Arantxa Rus      | 6–3, 6–3    |

#### Finalista (8)
| N.º | Fecha                   | Torneo                   | Superficie | Oponentes           | Resultado     |
| --- | ----------------------- | ------------------------ | ---------- | ------------------- | ------------- |
| 1.  | 12 de marzo de 2012     | Amiens, Francia          | Arcilla    | Isabella Shinikova  | 3-6, 6-0, 3-6 |
| 2.  | 26 de marzo de 2012     | Le Havre, Francia        | Arcilla    | Myrtille Georges    | 7-5, 5-7, 0-6 |
| 3.  | 16 de julio de 2012     | Knokke, Bélgica          | Arcilla    | Jessica Moore       | 1-6, 6-7(4-7) |
| 4.  | 25 de febrero de 2013   | Bron, Francia            | Dura       | Maryna Zanevska     | 2-6, 1-6      |
| 5.  | 2 de septiembre de 2013 | Berlín, Alemania         | Arcilla    | Diana Sumova        | 3-6, 5-7      |
| 6.  | 26 de enero de 2014     | Andrézieux, Francia      | Dura (i)   | Timea Bacsinszky    | 1-6, 1-6      |
| 7.  | 17 de agosto de 2014    | Westende, Bélgica        | Dura       | Sara Sorribes Tormo | 2-6, 0-6      |
| 8.  | 17 de agosto de 2014    | Florence, Estados Unidos | Dura       | CiCi Bellis         | 2-6, 1-6      |

### Dobles (8)
| Torneos de $100,000 |
| Torneos de $75,000  |
| Torneos de $50,000  |
| Torneos de $25,000  |
| Torneos de $15,000  |
| Torneos de $10,000  |

| N.º | Fecha                   | Torneos                | Superficie | Pareja               | Oponentes                                  | Resultado        |
| --- | ----------------------- | ---------------------- | ---------- | -------------------- | ------------------------------------------ | ---------------- |
| 1.  | 11 de junio de 2012     | Meppel, Países Bajos   | Arcilla    | Nicolette van Uitert | Marritt Boonstra Vivian Heisen             | 6-1, 4-6, [10-7] |
| 2.  | 26 de junio de 2012     | Breda, Países Bajos    | Arcilla    | Isabella Shinikova   | Carolin Daniels Xenia Knoll                | 6-4, 7-6(7-5)    |
| 3.  | 2 de septiembre de 2013 | Berlín, Alemania       | Arcilla    | Cornelia Lister      | Lenka Kuncikova Karolina Stuchla           | 6-4, 3-6, [10-5] |
| 4.  | 9 de agosto de 2014     | Koksijde, Bélgica      | Arcilla    | Richèl Hogenkamp     | Bernarda Pera Demi Schuurs                 | 6-4, 6-4         |
| 5.  | 16 de agosto de 2014    | Westende, Bélgica      | Dura       | Elise Mertens        | Marina Melnikova Evgeniya Rodina           | 6-2, 6-2         |
| 6.  | 20 de octubre de 2014   | Saguenay, Canadá       | Dura (i)   | Nicola Slater        | Sonja Molnar Caitlin Whoriskey             | 6-4, 6-4         |
| 7.  | 2 de marzo de 2015      | Curitiba, Brasil       | Arcilla    | Rebecca Peterson     | Beatriz García Vidagany Florencia Molinero | 4–6, 6–3, [10–5] |
| 8.  | 20 de febrero de 2016   | Altenkirchen, Alemania | Carpet (i) | Xenia Knoll          | Deniz Khazaniuk Maria Marfutina            | 6–1, 6–4         |

#### Finalista (3)
| N.º | Fecha               | Torneos              | Superficie | Pareja           | Oponentes                           | Resultado |
| --- | ------------------- | -------------------- | ---------- | ---------------- | ----------------------------------- | --------- |
| 1.  | 6 de mayo de 2013   | Bastad, Suecia       | Arcilla    | Maria Mokh       | Cindy Burger Milana Špremo          | 1-6, 4-6  |
| 2.  | 13 de junio de 2014 | Comer, Alemania      | Arcilla    | Elitsa Kostova   | Kristina Barrois Tatjana Maria      | 2-6, 2-6  |
| 3.  | 23 de junio de 2014 | Kristinehamn, Suecia | Arcilla    | Sandra Zaniewska | Kateryna Bondarenko Cornelia Lister | Walkover  |